# H2O − Sjöjungfrur på äventyr
H2O − Sjöjungfrur på äventyr (engelska: H2O: Mermaid Adventures) är en australisk-fransk-kanadensisk animerad tv-serie baserad på TV-serien H2O: tillsätt bara vatten skapad av Jonathan M. Shiff. Den släpptes på Netflix den 22 maj 2015 och en andra säsong släpptes den 15 juli 2015.

## Handling
Tre tonårsflickor som heter Cleo, Rikki och Emma dyker med sin vän Lewis till den närliggande ön Mako. På natten ser tjejerna ett ljus inifrån en vulkan på ön, och medan de utforskar det faller de ner i en grotta inne i vulkanen. Medan tjejerna simmar i en damm inne i vulkanen börjar en fullmåne lysa och förvandlas till sjöjungfrur. Från och med nu, när de kommer i kontakt med vatten, förvandlas de till sjöjungfrur. de kan också prata med varandra och havsdjur under vattnet.

## Karaktärer
- Rikki Chadwick: Hon är rebellen i gruppen och en nära vän till Emma och Cleo. Efter att ha blivit en sjöjungfru får Rikki förmågan att koka vatten.
- Emma Gilbert: Hon är den mer rimliga och ansvarsfulla i gruppen och även en före detta synkronsimmare. Efter att ha blivit sjöjungfru får Emma förmågan att frysa vatten.
- Cleo Sertori: Hon är den blyga i gruppen som är mycket intresserad av att studera marinbiologi. Efter att ha blivit en sjöjungfru får Cleo förmågan att kontrollera vattnet.
- Lewis McCartney: En pojke som är vän med Rikki, Cleo och Emma. Han brinner för teknik och är kär i Cleo.